# Въздвижение на Светия кръст (Никозия)
„Въздвижение на Светия кръст“ (на гръцки: Εκκλησία του Τιμίου Σταυρού) е католическа църква в Никозия, попаднала в буферната зона между Република Кипър и Севернокипърската турска република. Разположена е близо до Пафоската порта на територията, оградена от Венецианските стени. Построена е от Францисканския орден с помощта на испанските владетели, главно на Мария-Кристина Хабсбург-Австрийска, втората съпруга на испанския крал Алфонсо XII.

## История
Храмът е изграден върху терена на по-стара и много по-малка католишка църква. Старата църква, също посветена на Светия кръст, е построена през 1596 година и възстановена през 1642. Тя се ползва от енориашите до края на 19 век, когато е разрушена, за да се издигне на нейно място новата сграда.
Строителството започва през 1900 година, частично финансирано от Францисканския орден и кралското семейство на Испания, което по това време е покровител на францисканските монаси в Близкия изток и пред Високата порта. Гербът на испанската кралска фамилия присъства освен в центъра на църковния купол, още и в някои от най-старите църковни одежди, пазени в ризницата. Статуите на свети Франциск, свети Антоний и Дева Мария, както и няколко други богослужебни предмети, дарени от Испания, напомнят за интереса и покровителството на страната към тази църква.
Сградата е завършена и осветена на 16 февруари 1902 година. Мъжкият манастир до нея е възстановен през 1959 година.
След завземането на северната част на острова от Турция през 1974 година, църквата и манастирът попадат в разделителната буферна зона. Главният вход към манастира и сервизният на църквата гледат към окупираната турска част на Никозия и са затворени. По тази причина през 1996 година е направен нов вход към гръцката част, и е добавен нов витраж. В двора са засадени цветя и дървета и са оформени зелени площи. Под дърветата е направено копие на пещерата на Дева Мария от Лурд, характерна за много католишки храмове по света.
Интериорът на храма е подновен през лятото на 1998 година. Верни на оригиналния дизайн и духа на църквата, възстановителните работи засилват красотата на мястото и предразполагат към молитви. Работата е завършена с красив прозорец от цветно стъкло над олтара.
През 2010 година, по време на първото си официално посещение в Кипър, папа Бенедикт XVI посещава църквата и на 5 юни проповядва на празника Светата Евхаристия (Светото причастие).

## Екстериор и интериор
Фасадата на църквата е семпла, елегантна и не принадлежи към определен архитектурен стил. Сградата завършва с фронтон, а в центъра му е разположен розетен прозорец с йерусалимски кръст в стъклопис. Под прозореца е поставен гербът на кустодията на Светите земи. Кустодията е една от провинциите на монашеския орден на францисканците, а Светите земи включват в себе си териториите на съвременните Израел, Палестина, Йордания, Сирия, Ливан и Кипър.
Входът на църквата води до скромно преддверие, над което се намира старата галерия за хора, а една централна и две странични врати водят към наоса. Към него са изградени няколко симетрично разположени трансепта, много характерни за римокатолическите и англиканските църкви. В горната си част трансептите завършват с арки. Интериорът е изпълнен в бароков стил.
Таванът на наоса представлява цилиндричен свод, осветен от поредица от слабо засводени прозорци, поставени високо горе. По средната му линия са изрисувани няколко елипсовидни фрески:
 – Първата откъм вратата представя герба на испанската кралска фамилия, голям благодетел на католическата църква.
 – Във втората са преплетени буквите М и А, които се отнасят за Дева Мария.
 – В третата е изписан монограмът на Евхаристията – JHS.
 – В четвъртата е изрисуван ангел, който пее.
 – В петата има фигура на Агнеца от Апокалипсиса с книгата и седемте печата, олицетворяващ Христос като съдник при Второто пришествие.
 – В последната е нарисуван гълъб с разтворени крила, символ на Светия Дух.
В дясната страна на храма се намира амвонът, представител на испанското църковно изкуство. Около него са разположени пет дървени статуи, представящи Христос, на преден план, и четиримата евангелисти от двете му страни.
Олтарът и пространството около него са обновени през лятото на 1998 година. Олтарът, който е бил до дарохранителницата, е преместен и от двете му страни са поставени дървени статуи на Дева Мария и Свети Йосиф. Трите дървени статуи на Разпятието, Дева Мария и Йоан Богослов са свалени от големия прозорец горе. С това са спечелени около 30 m2, които са затворени със стъклопис. Той е проектиран от италиански художници и е изпълнен в една от работилниците във Верона, Италия. Вървейки към олтара от входната врата, се преминава край няколко арки, на стените на които са поставени 14 цветни снимки, отпечатани върху платно, на тема Страстите Христови.

## Трансепти
- Първи – В първия трансепт се намират няколко мраморни плочи:

 – На едната е изобразен гербът на династия Лузинян, царувала в Кипър от 1192 до 1489 година. Две по-малки плочи носят същия герб, но с друго разположение, за които се предполага, че са били погребални украшения.
 – В същия трансепт се намира бяла мраморна фигура, изобразяваща свети Мамас, който язди лъв. На нея е изписана датата на създаването ѝ – 18 март 1524 година. Светецът е втори по популярност в Кипър след свети Георги. Живял е на острова в средата на 3 век и е станал мъченик за вярата.
 – Барелеф на Дева Мария с малкия Иисус Христос на ръце. Барелефът е поставен в рамка, с което се получава имитация на готически прозорец. Датата на създаването му е 1555 година.
 – Плоча с герба на францисканския орден, обкръжен от францисканското въже с 3 възела. Датата на създаването ѝ не се чете, но според първите две цифри е изработена през 16 век.
 – През 2000 година тук е поставена мраморна плоча с надпис „Францисканците от Светите земи, с помощта католишкото кралство Испания, са издигнали този нов и по-голям храм, посветен на триумфа на Светия кръст, след разрушаването на една много малка и много стара църква. Поставен по случай 100-годишния юбилей.“
 – На пода на трансепта се намира неидентифициран надгробен камък с коринтски капители от двете му страни.
- Втори – Във втория трансепт е поставена само една скулптурна фигура на мъртвия Иисус Христос.[4]
- Трети – В третия трансепт е разположен дървен олтар в готически стил, с дървените статуи на апостолите Петър и Андрей, донесени от Испания. Този олтар се използва в края на Светото тайнство по време на Страстната седмица.[4]
- Четвърти – Четвъртият трансепт е посветен на свети Антоний Падуански. Това е един от най-почитаните светци в Кипър. Всеки вторник вярващите идват да палят свещи и се молят на светеца. В трансепта има негова дървена статуя, донесена от Испания в началото на 20 век.[4]
- Пети – Този трансепт е посветен на Светото сърце на Иисус. В него е поставена гипсова статуя на Божия син. На 25 септември 2000 година тук е разположен и електрически орган.[4]

- Шести – Шестият трансепт е посветен на непорочното зачатие на Дева Мария. Тук се намира красива дървена статуя на Богородица, която също е докарана от Испания. В тази част на църквата се извършва тайнството на кръщението, а купелът, който се използва за тази цел, е изработен от дялан камък.[4]
- Седми – Той е посветен на свети Франциск от Асизи. В този трансепт е поставена дървена статуя на светеца, отново донесена от Испания. Обикновено за Коледа в него се представя светото семейство и яслите с току-що родения Христос.[4]
- Осми – Осмият трансепт е посветен на трима светци, чиито изображения са изработени от дърво и гипс. От ляво надясно това са статуите на света Луция, мъченица от 4 век; света Тереза от Лизио, известна с монашеското си име Тереза на младенеца Исус; и свети Пантелеймон, също мъченик от 4 век. Първите две статуи са изработени от гипс, а третата е дървена.[4]
- Девети и десети трансепт – Във всеки от двата трансепта се намира по една изповедалня. Те са ръчно резбовани в дърводелската работилница на францисканците в Йерусалим през 1901 година.[4]

## Библиотека
През 1999 година към църквата е създадена единствената църковна католическа библиотека в Кипър. В основата ѝ залягат книгите, прехвърлени от библиотеката на мъжкия францискански манастир в града. По-късно колекцията е допълнена с многобройни дарения. Входът към помещението на библиотеката се намира в коридора зад ризницата, в задната част на църквата.
Към 2014 година тя разполага с над 5500 книги и списания. Библиотечният фонд включва широка гама от книги, посветени на религиозна тематика – Библии, богословска и църковна литература от католически (латински и маронитски) и православни храмове, папски документи, религиозни периодични издания. Има интересна колекция от книги, посветени на историята и духовността на францисканския орден.
Нерелигиозната част на библиотеката включва книги, посветени на изкуството, философията, науката, историята, географията, литературни произведения и други. Застъпени са и други книги от общ интерес – езиково обучение, наръчници, речници, книги по готварство, свързани със занаятите, спорта и т.н. Към библиотеката е разкрита и детска секция с различни типове книги. Повечето творби са на английски език, но са представени и произведения на гръцки, италиански, френски, немски и испански език.
Повечето материали могат да бъдат заемани, с изключение на някои ценни книги, които са определени за ползване на място.
- Фасада
- Ажурен прозорец
- Трансептите и прозорците над тях
- Фреска на тавана
- Копие на пещерата на Дева Мария от Лурд в двора